# Is This Love (chanson de Whitesnake)
Pour les articles homonymes, voir Is This Love.
Singles de Whitesnake
Here I Go Again
(1987) Still of the Night
(1987)
Pistes de Whitesnake / 1987
Give Me All Your Love
(5) Children of the Night
(7)
Is This Love est une ballade du groupe Whitesnake parue sur leur album homonyme sorti en 1987. La chanson est écrite par David Coverdale et John Sykes : le titre est à l'origine prévu pour la chanteuse Tina Turner. La chanson est classée 87e des 100 plus grandes chansons d'amour (Greatest Love Songs) et 10e des plus grandes ballades  (Greatest Power Ballads) par la chaîne VH1.
Le morceau devient l'un des plus grands succès en 1987, atteignant la 9e position au classement UK Singles Chart et 2de au Billboard Hot 100, ce qui en fait le deuxième plus grand succès du groupe aux États-Unis après Here I Go Again qui s'est classé en première position.
Le single est réédité en 1994 pour promouvoir la compilation Whitesnake's Greatest Hits, avec des Face-B telles que Sweet Lady Luck et Now You're Gone. Cette version atteint la 25e place au UK Singles Chart.
Le clip vidéo du single met en scène les membres du groupe et David Coverdale avec sa future femme Tawny Kitaen, qui apparait également dans la vidéo précédente Here I Go Again.

## Composition du groupe
- David Coverdale – chants
- John Sykes – guitare, chœurs
- Neil Murray – basse
- Aynsley Dunbar – batterie

### Musicien additionnel
- Don Airey – claviers

## Liste des titres
| A. | Is This Love (edit)            | David Coverdale, John Sykes | 4:00 |
| B. | Standing In The Shadows (1987) | David Coverdale             | 4:27 |

| A1. | Is This Love (LP version)      | David Coverdale, John Sykes | 4:44 |
| A2. | Bad Boys (LP version)          | David Coverdale, John Sykes | 4:06 |
| B1. | Standing In The Shadow (remix) | David Coverdale             | 3:51 |
| B2. | Need Your Love So Bad          | Little Willie John          | 3:51 |

| 1. | Is This Love            | David Coverdale, John Sykes | 4:46 |
| 2. | Standing In The Shadows | David Coverdale             | 3:55 |
| 3. | Need Your Love So Bad   | Little Willie John          | 3:21 |
| 4. | Still of the Night      | David Coverdale, John Sykes | 6:39 |